# Stawell (Australië)
Stawell is een plaats in de Australische deelstaat Victoria en telt 6035 inwoners (2006).